# Ordaq
Ordāq (farsi ارداق) è una città dello shahrestān di Boyinzahra, circoscrizione di Deshtabi, nella provincia di Qazvin in Iran. Aveva, nel 2006, una popolazione di 4.832 abitanti. 